# 萬王之王 (2025年電影)
《萬王之王》（英語：The King of Kings）是一部2025年美國電腦動畫福音電影，由張誠浩（Seong-ho Jang）編導，靈感來自查爾斯·狄更斯的兒童讀物《聽狄更斯講耶穌》，配音陣容包括肯尼斯·布萊納、鄔瑪·舒曼、馬克·漢米爾、皮爾斯·布洛斯南、羅曼·格里芬·戴維斯、佛瑞斯·惠特克、班·金斯利與奧斯卡·伊薩克。電影講述作家查爾斯·狄更斯向帶領兒子了解耶穌的一生。
《萬王之王》2025年4月11日由天使工作室排定在美國上映。

## 配音員
- 肯尼斯·布萊納聲演查爾斯·狄更斯
- 鄔瑪·舒曼聲演凱瑟琳·狄更斯（英语：Catherine Dickens）
- 馬克·漢米爾聲演希律王
- 皮爾斯·布洛斯南聲演本丟·彼拉多
- 羅曼·格里芬·戴維斯聲演華特·狄更斯（英语：Walter Landor Dickens）
- 佛瑞斯·惠特克聲演彼得
- 班·金斯利聲演大祭司該亞法
- 奧斯卡·伊薩克聲演耶稣基督
- 艾娃·桑格（Ava Sanger）聲演瑪麗·狄更斯（英语：Mary Dickens）
- 迪·布萊德利·貝克聲演威拉貓（Willa the Cat）
- 詹姆斯·阿諾德·泰勒（英语：James Arnold Taylor）聲演墨爾基／馬太／腓力／多馬
- 吉姆·卡明斯聲演法利賽人希列／狄思瑪斯／雅各
- 弗雷德·塔特西奥（英语：Fred Tatasciore）聲演法利賽人以利亞撒（Pharisee Eleazar）
- 凡妮莎·馬歇爾（英语：Vanessa Marshall）聲演伯大尼的馬利亞（英语：Mary of Bethany）

## 製作
2024年9月，有消息稱一部改編自查爾斯·狄更斯兒童讀物《聽狄更斯講耶穌》的動畫電影正在製作中，肯尼斯·布萊納、鄔瑪·舒曼、羅曼·格里芬·戴維斯、奧斯卡·伊薩克、佛瑞斯·惠特克、皮爾斯·布洛斯南、馬克·漢米爾和班·金斯利將加入配音陣容。2025年3月，資深配音員迪·布萊德利·貝克、詹姆斯·阿諾德·泰勒、吉姆·卡明斯、弗雷德·塔特西奥與凡妮莎·馬歇爾分別透過社群媒體帳號宣布參與本片。

## 發行
2024年11月，天使工作室取得了本片的版權。電影定檔2025年4月11日於美國上映。官方預告片於2024年11月發表。

## 外部連結
- 互联网电影数据库（IMDb）上《萬王之王》的资料（英文）